# Мурыгинская
Мурыгинская — деревня в Харовском районе Вологодской области.
Входит в состав Михайловского сельского поселения, с точки зрения административно-территориального деления — в Михайловский сельсовет.
Расстояние по автодороге до районного центра Харовска — 18,5 км, до центра муниципального образования Михайловского — 1,5 км. Ближайшие населённые пункты — Нелюбовская, Михайловское, Савинская, Лавровская.
По переписи 2002 года население — 3 человека.